# Impact sur Jupiter du 19 juillet 2009

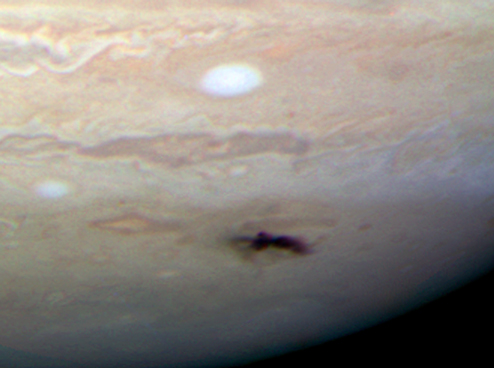
Image prise le 23 juillet 2009 par Hubble et montrant une tache sombre d'environ 8000 km de long,.

Un impact a eu lieu sur Jupiter le 19 juillet 2009 à approximativement 13 h 30 UTC, soit 15 ans après les impacts de la comète Shoemaker-Levy 9. La trace de cet impact fut découverte par l'astronome amateur Anthony Wesley (en), ce qui lui vaut parfois le surnom d'impact Wesley.
La trace est similaire en dimension à la petite tache rouge, soit l'étendue approximative de l'océan Pacifique. Elle a été observée par le télescope spatial Hubble. Par sa taille, on peut estimer que l'objet impacteur devait être large de quelques centaines de mètres.

## Découverte

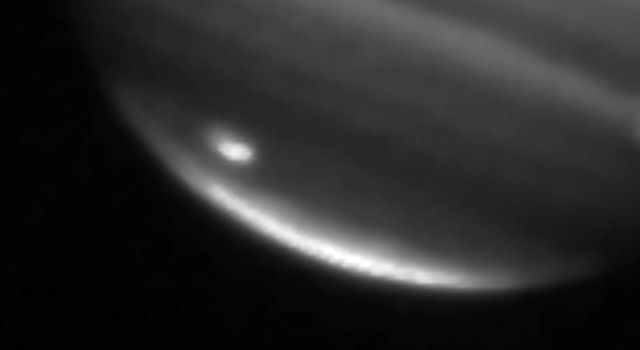
Une photo de l'impact prise par un télescope infrarouge de la NASA et situé sur le Mauna Kea, Hawaï.

Anthony Wesley a découvert l'impact à approximativement 13:30 UTC le 19 juillet 2009. Il était à son observatoire astronomique personnel situé à proximité de Murrumbateman (en), Nouvelle-Galles du Sud, en Australie. Il a utilisé son télescope de 14,5 pouces de diamètre équipé d'une caméra.
Wesley affirma :
« Lorsque je l'ai observé pour la première fois, les mauvaises conditions d'observation et l'assombrissement centre-bord m'ont fait penser à un sombre orage polaire normal. Cependant, avec la rotation de la planète et l'amélioration des conditions d'observation, j'ai réalisé que ce n'était pas seulement sombre, mais noir dans toutes les longueurs d'onde qui m'étaient accessibles, signifiant que c'était réellement un point noir, ».
Wesley a envoyé un courriel à plusieurs observatoires, dont le Jet Propulsion Laboratory, pour annoncer la nouvelle.

## Confirmation

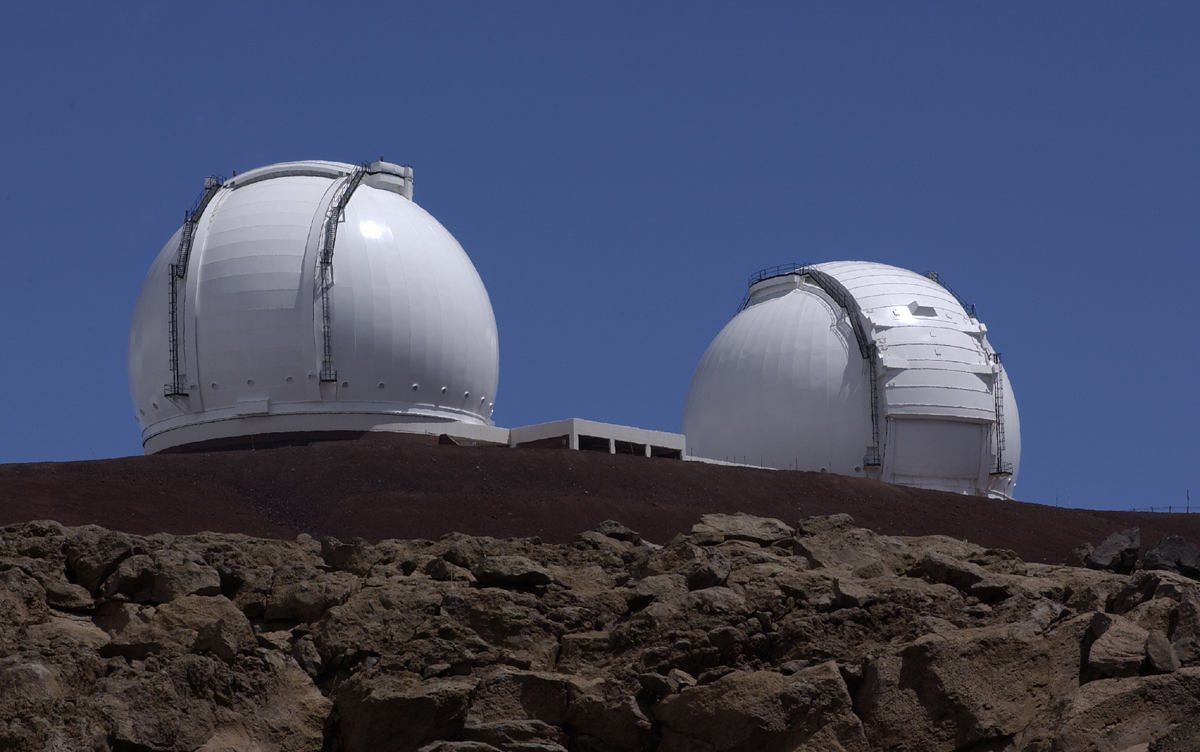
Télescopes Keck.

Paul Kalas et ses collaborateurs ont confirmé la nouvelle en utilisant le télescope Keck II à Hawaï. Les observations en infrarouge faites au Keck et par le NASA Infrared Telescope Facility (IRTF) ont montré une zone brillante où l'impact a eu lieu, indiquant qu'il a réchauffé une surface d'environ 190 millions de km2 (comparable à celle de l'océan Pacifique) dans la basse atmosphère située près du pôle sud de la planète.
Les restants de l'impact sont composés d'aérosols de haute altitude similaires à ceux observés lors de l'impact de la comète Shoemaker-Levy 9. Utilisant des instruments observant dans le proche infrarouge à l'IRTF, Glenn Orton et son équipe ont détecté des particules brillantes dans la haute atmosphère. En observant dans l'infrarouge moyen, ils ont trouvé de possibles émissions d'ammoniac.
L'énergie déployée par cette explosion sur Jupiter fut des milliers de fois plus puissante que celle de la Toungouska et plus d'un million de fois celle d'Hiroshima,.

## Impacteur
L'objet ayant frappé Jupiter n'a pas été identifié avant la découverte de Wesley. Une publication de 2003 estime qu'une comète d'un diamètre de 1,5 km et plus frappe Jupiter tous les 90 à 500 ans.
Selon une comparaison avec la taille (estimée) des impacteurs de la comète Shoemaker-Levy 9 et la taille des taches d'impacts produites, la taille de cet impacteur est estimée à moins de 1 km de diamètre,.